# Флаг Вологодской области
Флаг Волого́дской о́бласти является официальным символом Вологодской области Российской Федерации.
Флаг утверждён 5 декабря 1997 года законом № 216-ОЗ «О флаге Вологодской области» (принят Законодательным Собранием области 26 ноября 1997 года) и внесён в Государственный геральдический регистр Российской Федерации с присвоением регистрационного номера 228.

## Описание
Описание флага, утверждённое Законодательным Собранием Вологодской области 26 ноября 1997 года, гласило:

Флаг Вологодской области представляет собой прямоугольное полотнище с отношением ширины к длине 2×3 белого цвета с изображением герба Вологодской области в верхнем углу у древка:
«В червлёном (красном) поле выходящая из серебряных облаков десница в золотом одеянии, держащая золотую, украшенную драгоценными камнями державу и серебряный меч с золотым эфесом, положенный в перевязь; во главе щита — российская императорская корона, как она изображалась в губернских гербах, с развевающимися лазоревыми (синими, голубыми) лентами».
Вдоль стороны полотнища, противоположной древку, расположена красная полоса шириной в 1/5 длины полотнища.

Законом Вологодской области от 19 декабря 2004 года № 1135-ОЗ, принятым Постановлением Законодательного Собрания Вологодской области от 15 декабря 2004 года № 1007, было утверждено следующее описание флага:

Флаг Вологодской области представляет собой прямоугольное полотнище с отношением ширины к длине 2×3 белого цвета с изображением герба Вологодской области в верхнем углу у древка:
«Четырёхугольный, с закругленными нижними углами, заостренный в оконечности червленый (красный) геральдический щит, с выходящей из серебряных облаков десницей (рукой) в золотом одеянии, держащей золотую, украшенную драгоценными камнями державу и серебряный меч с золотым эфесом, положенный в перевязь; во главе щита — золотая корона с развевающимися лазоревыми (синими) лентами».
Вдоль стороны полотнища, противоположной древку, расположена красная полоса шириной в 1/5 длины полотнища.

Законом Вологодской области от 24 марта 2005 года № 1243-ОЗ, принятым Постановлением Законодательного Собрания Вологодской области от 23 марта 2005 года № 140, было утверждено ныне действующее описание флага:

Флаг Вологодской области представляет собой прямоугольное полотнище с отношением ширины к длине 2×3 белого цвета с изображением герба Вологодской области в верхнем углу у древка:
«В геральдическом щите с червлёным (красным) полем выходящая из серебряных облаков десница (правая рука) в золотом одеянии, держащая золотую, украшенную драгоценными камнями державу, и позади неё серебряный меч с золотым эфесом, положенный в перевязь; во главе щита — золотая Российская Императорская корона, как она изображалась в губернских гербах, с развевающимися лазоревыми (синими, голубыми) лентами».
Вдоль стороны полотнища, противоположной древку, расположена красная полоса шириной в 1/5 длины полотнища.